# ジュピター (フロリダ州)

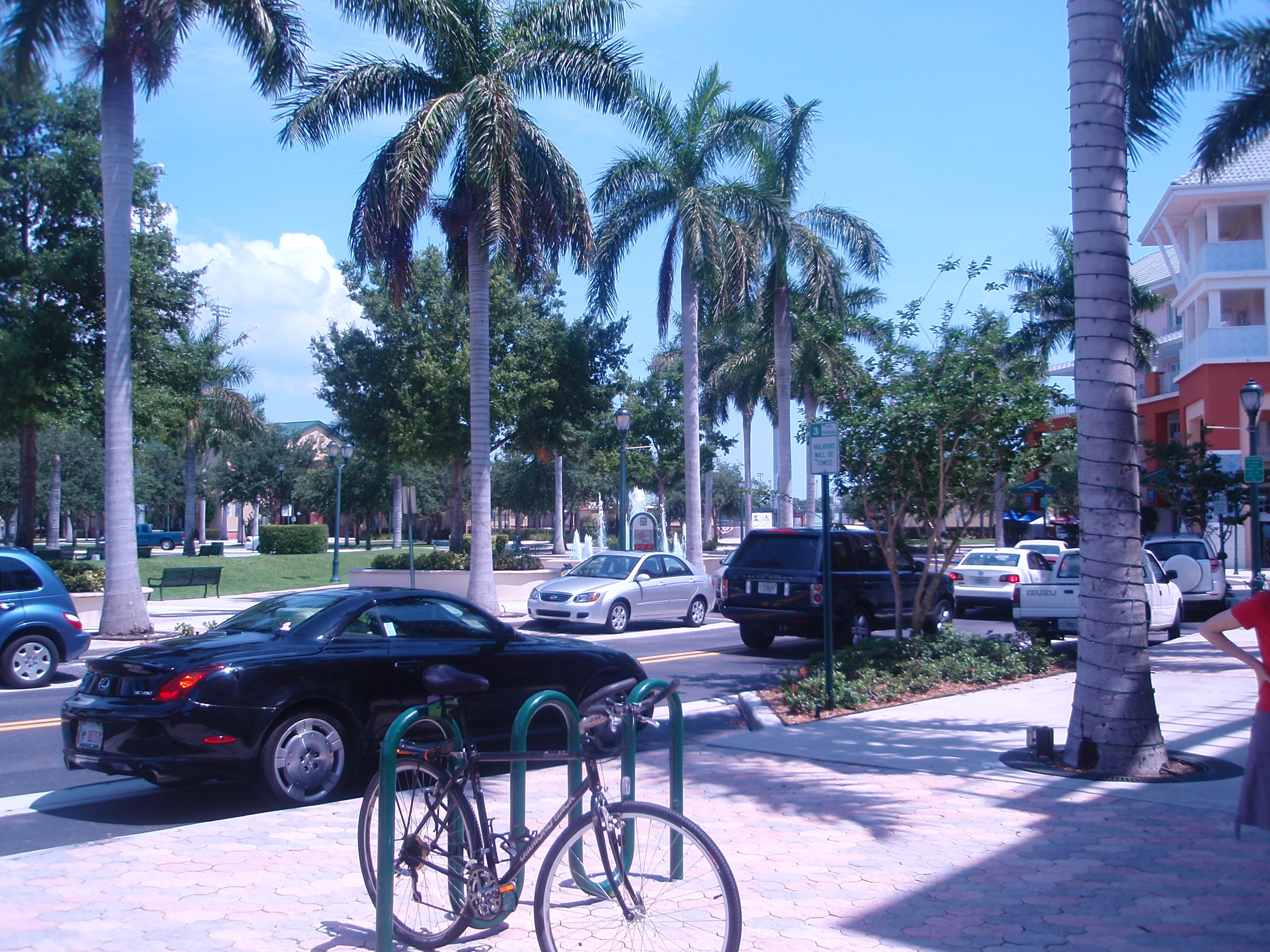
ダウンタウン

ジュピター（Jupiter）は、アメリカ合衆国フロリダ州のパームビーチ郡にある町。人口は6万1047人（2020年）。マイアミの北140kmに位置する。マイアミ都市圏北端にあたる。

## 歴史
ヨーロッパ人による入植が始まる以前は、ロクサハッチー川が大西洋に注ぐ河口付近のこの地にはネイティブ・アメリカンのホベ族（ジャエガ族）が住み着いていた。ホベ族の名は、現在ではジュピターの北に位置するホベサウンドの村名に残っている。やがてこの地にスペイン人が入植すると、1742年に彼らが作成した地図ではホベ族がJoveと綴られ、この地はRio Joveと記された。フロリダがスペインからイギリスの統治下に入ると、今度はそのJoveという語がローマ神話の主神ユーピテルのラテン語訳と捉えられ、この地はその英名であるジュピターと名付けられた。フロリダがアメリカ合衆国に入ると、このジュピターという町名を基にして、南東に隣接する町に、ジュピターの妻ユーノーの英名ジュノーの名を冠したジュノービーチという名が付けられた。

## 地理

パームビーチ郡内の位置

ジュピターの座標は北緯26度55分34秒 西経80度6分18秒 / 北緯26.92611度 西経80.10500度。町域面積は51.8km2である。

## 交通
ジュピターに最も近い商業空港は、町の中心部から南へ29km、ウェストパームビーチに立地するパームビーチ国際空港（IATA: PBI）である。同空港やウェストパームビーチ、さらに南のフォートローダーデールやマイアミへは、町の西を通る州間高速道路I-95でつながっている。また、ウェストパームビーチを中心にパームビーチ郡の海岸沿いの都市や町村をカバーする路線バス、パーム・トランは、ジュピターにも1系統（#10）を運行している。

## 見所

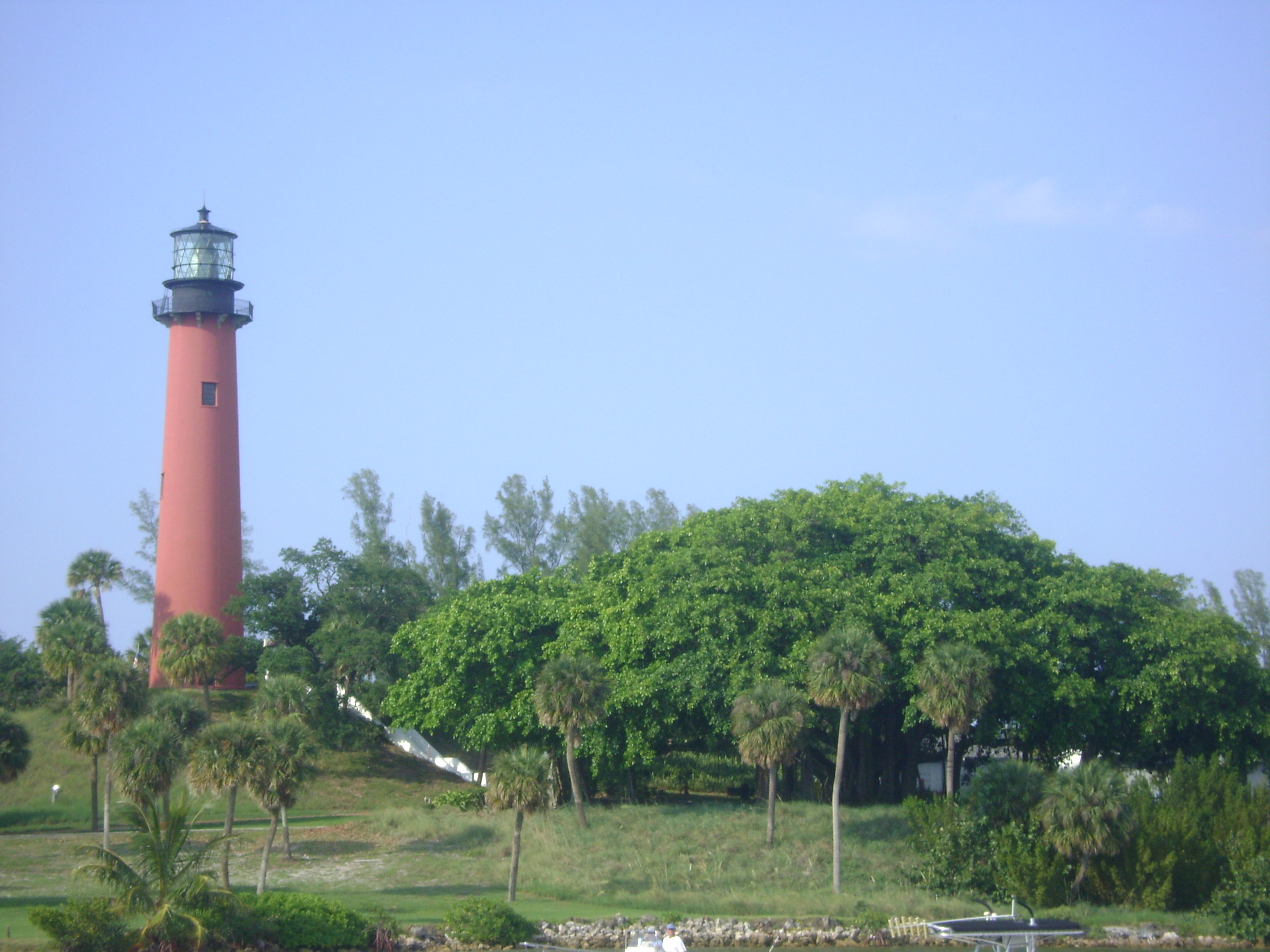
ジュピター湾灯台

ジュピター湾の北岸には、ジュピターのシンボルにもなっている「ジュピター湾灯台」が建っている。この灯台は1860年に建てられたもので、当初は建材としたレンガがむき出しであったが、熱帯性の気候故の高湿度のためにレンガが色落ちしたため、1910年に赤く塗られた。この灯台は1973年に国家歴史登録財に指定された。この灯台は現在でも稼動しているほか、博物館を併設して一般にも公開している。

## 教育
フロリダアトランティック大学は、6つあるキャンパスのうちの1つ、ジョン・D・マッカーサーキャンパスをジュピターに置いている。マッカーサーキャンパスにはデザイン・社会科学部、文学・芸術学部、教育学部、理学部の4つの学部のほか、優等生プログラムが置かれている。ジュピターにおけるK-12課程はパームビーチ郡学区の管轄下にある公立学校によって支えられており、ジュピターには小学校（幼稚園-5年生）6校、中学校（6-8年生）2校、高校（9-12年生）2校が置かれている。

## スポーツ
ジュピターはMLBのマイアミ・マーリンズとセントルイス・カージナルスが春季キャンプを行う地でもある。これら2チームは共にロジャー・ディーン・スタジアムを使用している。また、これら2チームの傘下にあるマイナーリーグのジュピター・ハンマーヘッズおよびパームビーチ・カージナルス（同順、ともにアドバンストA）は、共にこのスタジアムを本拠地にしている。2012年9月には、このスタジアムで2013 ワールド・ベースボール・クラシックの予選1組が開催された。

## 人口推移
以下にジュピター町における1940年から2010年までの人口推移をグラフおよび表で示す。
| 統計年 | 人口     |
| ------ | -------- |
| 1940年 | 200人    |
| 1950年 | 300人    |
| 1960年 | 1,058人  |
| 1970年 | 3,136人  |
| 1980年 | 9,868人  |
| 1990年 | 24,966人 |
| 2000年 | 39,328人 |
| 2010年 | 55,156人 |
| 2020年 | 61,047人 |

## 註
1. ↑  History. Hobe Sound Chamber of Commerce.
2. ↑  How Jupiter Got Its Name. Town of Jupiter.
3. ↑  Driving Directions: from Jupiter, FL to Palm Beach International Airport. Yahoo!Map.
4. ↑  System Map. Palm Tran, Palm Beach County.
5. ↑  Jupiter Inlet Lighthouse: Oldest Structure in the County. Town of Jupiter.
6. ↑  Jupiter Inlet Light. Inventory of Historic Light Stations: Florida Lighthouses. National Park Service.
7. ↑  About Us. Jupiter Inlet Lighthouse and Museum.
8. ↑  Campuses and Sites. Florida Atlantic University.
なお、同学の本部はボカラトンに置かれている。
9. ↑  Colleges. John D. MacArthur Campus, Florida Atlantic University.
10. ↑  Jupiter Schools. Town of Jupiter.
11. ↑  Dorado, Juan. Roger Dean Stadium to host World Baseball Classic qualifier. TCPalm. The E.W. Scripps Co., Scripps Interactive Newspapers Group. 2012年7月12日.